# Bilopil, Lokaci
Bilopil (în ucraineană Білопіль) este localitatea de reședință a comunei Bilopil din raionul Lokaci, regiunea Volînia, Ucraina.

## Demografie
Componența lingvistică a localității Bilopil
     Ucraineană (99,74%)
     Alte limbi (0,26%)
Conform recensământului din 2001, majoritatea populației localității Bilopil era vorbitoare de ucraineană (99,74%), existând în minoritate și vorbitori de alte limbi.